# FIFA 월드컵의 역사
FIFA 월드컵의 역사는 1928년, 당시 FIFA 회장이었던 쥘 리메가 국제적인 축구 대회를 개최하기로 한 데에서 시작된다. 1930년, 우루과이에서 첫 번째 FIFA 월드컵이 개최되었을 때 초청받았던 팀은 단 13개국뿐이었다. 이후 계속된 확장과 형식의 변화를 경험하고 있는 FIFA 월드컵은 현재 전 세계 200여 개가 넘는 국가들이 2년 동안 열리는 월드컵 예선을 통해 본선에 출전하는 32개국을 결정한다. 2026년부터는 48개국이 참가한다.

## 첫 번째 월드컵

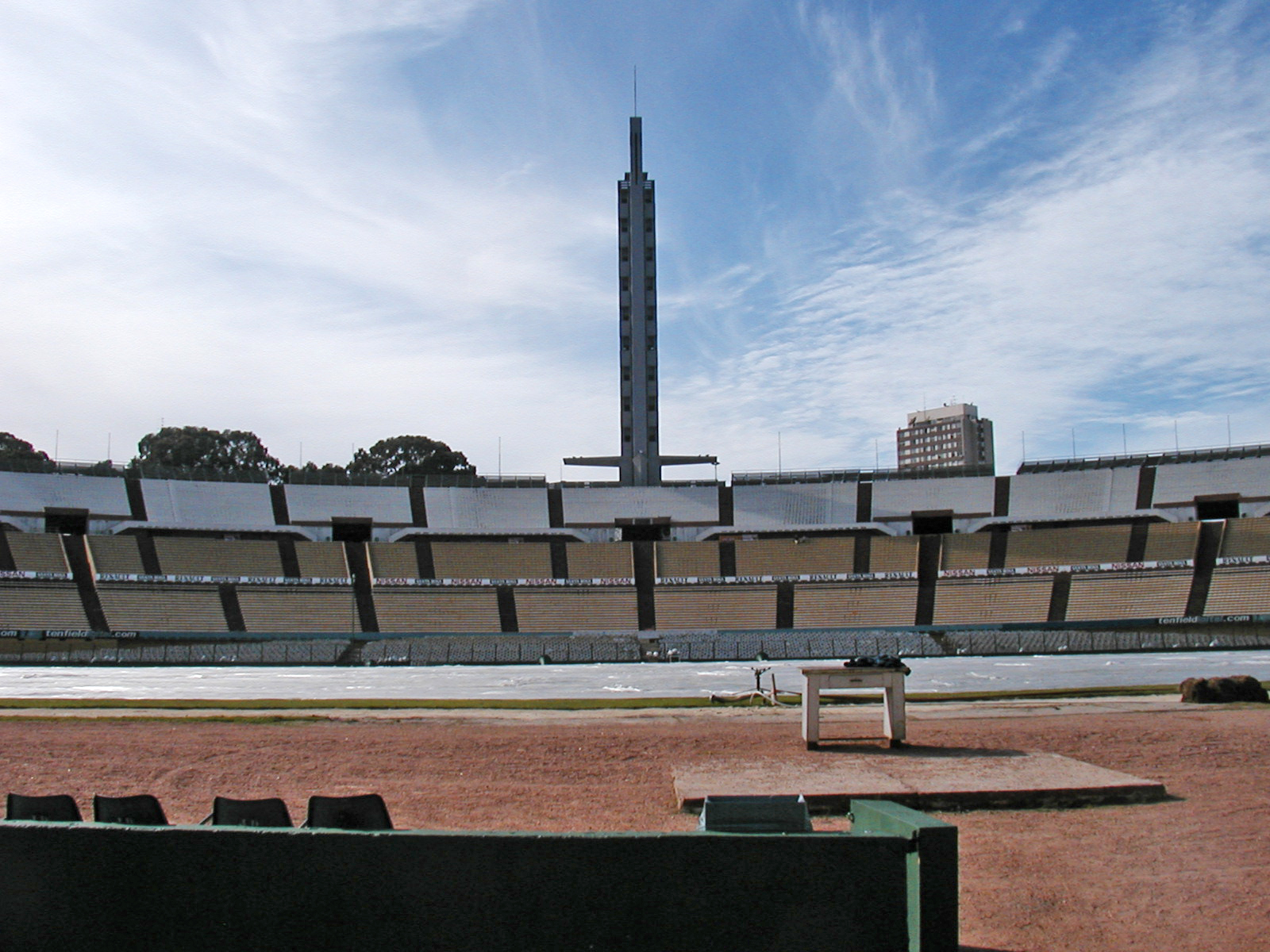
우루과이의 몬테비데오에 있는 센테나리오 경기장. 첫 번째 월드컵의 결승전이 열린 장소이다.

로스앤젤레스에서 열린 1932년 하계 올림픽에서는 개최국 미국은 미식축구의 인기 탓에 축구의 인기가 낮아 정식 종목으로 채택될 계획이 없었다. 또한, FIFA와 IOC의 아마추어 선수의 지위에 관한 의견이 일치하지 않았고 이에 따라 축구는 올림픽에서 제외되었다. 이어 당시 FIFA 회장이었던 쥘 리메는 첫 번째 월드컵 대회를 1930년 우루과이에서 개최하기로 했다. 각 국가의 축구 협회들은 대회 참가 초청을 받았지만, 유럽 지역의 팀들에게는 우루과이가 대서양을 횡단해야 하는 먼 나라였기 때문에, 큰 지출과 오랜 여정이 불가피했다. 그런 이유에 따라 대회 2달 전까지도 팀을 보내겠다는 약속을 한 유럽 국가는 없었다. 결국, 쥘 리메는 벨기에, 프랑스, 루마니아, 유고슬라비아를 설득하여 대회에 참가시켰다. 이리하여 유럽에서 4팀, 북중미에서 2팀, 남미에서 7팀, 총 13개 팀이 대회에 참가하였다.
1라운드는 조별리그로 진행하되 각 조 1위만 2라운드인 준결승에 진출했으며 준결승부터는 토너먼트로 진행이 되었다. 월드컵 개막식은 두 경기가 동시에 열렸으며, 프랑스와 미국이 각각 멕시코를 4-1로, 벨기에를 3-0으로 꺾고 승리했다. 월드컵 사상 첫 번째 득점은 프랑스의 루시앙 로랑이 기록했으며, 미국의 버트 페이트노드는 4일 뒤에 열린 파라과이와의 경기에서 월드컵 사상 첫 번째 해트트릭을 기록, 미국의 3-0 승리를 이끌었다. 한편 개최국 우루과이는 몬테비데오에서 열린 결승전에서 93,000명의 관중이 지켜보는 가운데 아르헨티나를 4-2로 꺾으며 첫 번째 FIFA 월드컵 우승 팀이 되었다.
- 우승국

- 1930:  우루과이

## 1934년~1938년
1934년 FIFA 월드컵과 1938년 FIFA 월드컵 두개의 대회에서는 나치 독일과 월드컵과의 관련성 때문에 본선 경기는 무조건적인 단판 토너먼트로 개최되었다. 즉, 패하면 무조건 탈락이 되었다. 그러나 준결승까지 올라가서 패할 경우가 참작이 되어 월드컵 역사상 최초로 3,4위전이라는 패배팀들끼리의 경기가 만들어졌다.
- 우승국

- 1934:  이탈리아
- 1938:  이탈리아

## 1950년~1982년
제2차 세계대전이 끝난 직후 월드컵은 다시 재개되었으며 이 때부터 월드컵은 흥행수입을 위해서 한 경기라도 더 치르게 하려고 했다. 그래서 결승전을 포함한 모든 경기에서 싱글 엘리미네이션 토너먼트를 없애고 전부 라운드 로빈으로 바꿨다. 그러나 1958년에 다시 1차 예선만 리그로 남기고 본선을 토너먼트로 바꿨지만 1978년과 1982년까지 결승전을 제외한 모든 경기를 다시 리그로 바꿨다. 이 과정에서 본선 진출국은 16개국에서 24개국으로 늘어났다.
FIFA 월드컵의 트로피가 이 기간 동안 변경되었는데 1970년 FIFA 월드컵에서 쥘 리메컵이 마지막으로 사용되었으며 1974년 FIFA 월드컵부터는 FIFA 컵이 사용되었다.
- 우승국

- 1950:  우루과이
- 1954:  독일
- 1958:  브라질
- 1962:  브라질
- 1966:  잉글랜드
- 1970:  브라질
- 1974:  서독
- 1978:  아르헨티나
- 1982:  이탈리아

## 1986년~1994년
본선 진출팀은 그대로 24개국으로 동일했다. 하지만 반복되는 경기 수를 줄임과 더 많은 팀에게도 기회를 주기 위해 리그경기는 1차 예선에만 적용하는 것으로 변경되었으며 여기서 조 꼴찌만 탈락이며 조 1위와 2위는 본선 직행, 조 3위는 승점과 골 득실차를 따져서 16강에 진출하는 여부를 결정했다. 총 6팀이 조 3위를 차지하는데 여기서 4팀이 16강에 진출했다. 그리고 16강 이후부터는 다시 토너먼트 제도를 적용했다. 그러나 톱시드가 정착되지 않아 강팀끼리 같은 조에 몰리는 현상이 발생했는데 1986년 FIFA 월드컵의 조별리그 A조를 보면 1978년 FIFA 월드컵의 우승 팀인 아르헨티나와 1982년 FIFA 월드컵의 우승 팀인 이탈리아가 같은 조로 편성되어 디펜딩 챔피언끼리 같은 조에 묶이는 부작용이 발생하기도 했다.
- 우승국

- 1986:  아르헨티나
- 1990:  서독
- 1994:  브라질

## 1998년~2022년
본선 진출국이 24개국에서 32개국으로 늘어났으며 완전무작위 선정방식의 기존의 조편성과는 달리 대륙 및 실력순으로 나눠 조편성을 실시하였는데 이를 시드라 한다. 각 조마다 할당된 시드 중 톱시드는 바로 전 회에 개최된 월드컵 우승국과 해당월드컵 개최국 외에 실력순으로 6개국이 톱시드로 선정되었다.
다음은 1998년 이후 단 한 번도 톱시드 자리를 잃지 않았던 팀들이다.
- 남미 : 브라질, 아르헨티나

- 유럽 : 독일

### 역대 월드컵 톱시드
보기
    우승     준우승     3위     4위     8강     16강     조별 리그
| 대회   | A조 (자동 진출국)          | B조                      | C조               | D조                      | E조      | F조                        | G조      | H조                  |
| ------ | -------------------------- | ------------------------ | ----------------- | ------------------------ | -------- | -------------------------- | -------- | -------------------- |
| 1998년 | 브라질 · (전대회 우승국)   | 이탈리아                 | 프랑스 · (개최국) | 스페인                   | 네덜란드 | 독일                       | 잉글랜드 | 아르헨티나           |
| 2002년 | 프랑스 · (전대회 우승국)   | 스페인                   | 브라질            | 대한민국 · (공동 개최국) | 독일     | 아르헨티나                 | 이탈리아 | 일본 · (공동 개최국) |
| 2006년 | 독일 · (개최국)            | 잉글랜드                 | 아르헨티나        | 멕시코                   | 이탈리아 | 브라질 · (전대회 우승국)   | 프랑스   | 스페인               |
| 2010년 | 남아프리카 공화국 (개최국) | 아르헨티나               | 잉글랜드          | 독일                     | 네덜란드 | 이탈리아 · (전대회 우승국) | 브라질   | 스페인               |
| 2014년 | 브라질 · (개최국)          | 스페인 · (전대회 우승국) | 콜롬비아          | 우루과이                 | 스위스   | 아르헨티나                 | 독일     | 벨기에               |
| 2018년 | 러시아 · (개최국)          | 포르투갈                 | 프랑스            | 아르헨티나               | 브라질   | 독일 · (전대회 우승국)     | 벨기에   | 폴란드               |
| 2022년 | 카타르 (개최국)            | 잉글랜드                 | 아르헨티나        | 프랑스 · (전대회 우승국) | 스페인   | 벨기에                     | 브라질   | 포르투갈             |

## 2026년~
2026년 FIFA 월드컵부터는 진출국이 32개국에서 48개국으로 16개국이 더 출전할 수 있게 되었다. 이렇게 되면 치르게 될 경기 수도 64경기에서 104경기로 늘어나게 되어 40경기를 더 치러야 하고, 대회 기간도 4주에서 5~6주로 늘어나게 된다.

## FIFA 월드컵 본선 대회방식 변천사
본선에 참가하는 팀 수와 본선의 형식은 각 대회마다 꽤 달랐으나, 거의 대부분의 대회는 리그전 방식에 토너먼트전 방식을 혼합한 방식을 취했다는 공통점을 가지고 있었다.
- 1930년: 조별 리그전으로 참가팀이 4개 조로 나뉘었으며, 각 조 1위팀이 토너먼트전을 치렀다. (단, 3,4위 결정전이 별도로 치러지지 않았다.)
- 1934년부터 1938년까지: 단순 토너먼트 형식이었다. 이 대회들은 별도의 조별 리그전이 없었다.
- 1950년: 1차 조별 리그전에 16개 팀이 진출하며 이들은 6개 주 4개 팀씩 나뉜다. 그리고 각 조 1위팀들이 다시 2차 조별 리그전을 치른다. 2차 조별 리그전에서 1위를 한 팀이 대회 우승 팀이 되는데, 이 대회는 별도의 결승전이 없는 유일한 대회이다.
- 1954년부터 1970년까지: 조별 리그전에 16개 팀이 진출하며 이들은 4개 조 4개 팀씩 나뉜다. 그리고 각 조 1,2위를 한 8개 팀이 토너먼트전을 치른다.
- 1974년부터 1978년까지: 1차 조별 리그전에 16개 팀이 진출하며 이들은 4개 조 4개 팀씩 나뉜다. 그리고 각 조 1,2위를 한 8개 팀이 2차 조별 리그전에 진출한다. 이들은 다시 2개 조 4개 팀씩 나뉜다. 2차 조별 리그전에서 각 조 1위는 결승전에 진출하며 각 조 2위는 3,4위 결정전에 진출한다.)
- 1982년: 1차 조별 리그전에 24개 팀이 진출하며 이들은 6개 조 4개 팀씩 나뉜다. 그리고 각 조 1,2위를 한 12개 팀이 2차 조별 리그전에 진출하며 이들은 다시 4개 조 3개 팀씩 나뉜다. 다시 2차 조별 리그전에서 1위를 한 팀들끼리 토너먼트전을 치른다.
- 1986년부터 1994년까지 : 조별 리그전 24개 팀이 진출하여 이들은 6개 조 4개 팀씩 나뉜다. 그리고 각 조 1,2위를 한 팀과 3위팀 중 상위 4개팀이 16개 팀이 토너먼트전을 치른다.
- 1998년부터 2022년까지: 조별 리그전 32개 팀이 진출하여 이들은 8개 조 4개 팀씩 나뉜다. 그리고 각 조 1,2위를 한 16개 팀이 토너먼트전을 치른다.
- 2026년부터: 조별 리그전 48개 팀이 진출한다.

| #    | 연도   | 개최국                                                            | 팀  | 1라운드           | 2라운드                                                                | 결승전                                                                 |                                          |
| ---- | ------ | ----------------------------------------------------------------- | --- | ----------------- | ---------------------------------------------------------------------- | ---------------------------------------------------------------------- | ---------------------------------------- |
| 1회  | 1930년 | 우루과이                                                          | 13  | 조당 3~4팀, 4개조 | 4강 토너먼트 (조별 리그전의 각 조 승자)1                               | 4강 토너먼트 (조별 리그전의 각 조 승자)1                               | 4강 토너먼트 (조별 리그전의 각 조 승자)1 |
| 2회  | 1934년 | [[파일:{{{국기그림-1861}}}\|22x20px\|border \|이탈리아]] 이탈리아 | 16  | 토너먼트          | 토너먼트                                                               | 토너먼트                                                               |                                          |
| 3회  | 1938년 | 프랑스                                                            | 162 | 토너먼트          | 토너먼트                                                               | 토너먼트                                                               |                                          |
| 4회  | 1950년 | 브라질                                                            | 163 | 4개조에 4개팀씩3  | 1조 4개팀 (조별 리그전의 각 조 승자)                                   | 1조 4개팀 (조별 리그전의 각 조 승자)                                   |                                          |
| 5회  | 1954년 | 스위스                                                            | 16  | 4개조에 4개팀씩   | 8강 토너먼트 (조별 리그전의 각 조 승자와 2위팀)                        | 8강 토너먼트 (조별 리그전의 각 조 승자와 2위팀)                        |                                          |
| 6회  | 1958년 | 스웨덴                                                            | 16  | 4개조에 4개팀씩   | 8강 토너먼트 (조별 리그전의 각 조 승자와 2위팀)                        | 8강 토너먼트 (조별 리그전의 각 조 승자와 2위팀)                        |                                          |
| 7회  | 1962년 | 칠레                                                              | 16  | 4개조에 4개팀씩   | 8강 토너먼트 (조별 리그전의 각 조 승자와 2위팀)                        | 8강 토너먼트 (조별 리그전의 각 조 승자와 2위팀)                        |                                          |
| 8회  | 1966년 | 잉글랜드                                                          | 16  | 4개조에 4개팀씩   | 8강 토너먼트 (조별 리그전의 각 조 승자와 2위팀)                        | 8강 토너먼트 (조별 리그전의 각 조 승자와 2위팀)                        |                                          |
| 9회  | 1970년 | 멕시코                                                            | 16  | 4개조에 4개팀씩   | 8강 토너먼트 (조별 리그전의 각 조 승자와 2위팀)                        | 8강 토너먼트 (조별 리그전의 각 조 승자와 2위팀)                        |                                          |
| 10회 | 1974년 | 서독                                                              | 16  | 4개조에 4개팀씩   | 2개조에 4개팀씩 (조별 리그전의 각 조 승자와 2위팀)                     | 결승전 (2차 조별 리그전의 각 조 승자)4                                 |                                          |
| 11회 | 1978년 | 아르헨티나                                                        | 16  | 4개조에 4개팀씩   | 2개조에 4개팀씩 (조별 리그전의 각 조 승자와 2위팀)                     | 결승전 (2차 조별 리그전의 각 조 승자)4                                 |                                          |
| 12회 | 1982년 | 스페인                                                            | 24  | 6개조에 4개팀씩   | 4개조에 3개팀씩 (조별 리그전의 각 조 승자와 2위팀)                     | 4강 토너먼트 (2차 조별 리그전의 각 조 승자)                            |                                          |
| 13회 | 1986년 | 멕시코                                                            | 24  | 6개조에 4개팀씩   | 16강 토너먼트 (조별 리그전의 각 조 승자와 2위팀과 3위팀 중 상위 4개팀) | 16강 토너먼트 (조별 리그전의 각 조 승자와 2위팀과 3위팀 중 상위 4개팀) |                                          |
| 14회 | 1990년 | 이탈리아                                                          | 24  | 6개조에 4개팀씩   | 16강 토너먼트 (조별 리그전의 각 조 승자와 2위팀과 3위팀 중 상위 4개팀) | 16강 토너먼트 (조별 리그전의 각 조 승자와 2위팀과 3위팀 중 상위 4개팀) |                                          |
| 15회 | 1994년 | 미국                                                              | 24  | 6개조에 4개팀씩   | 16강 토너먼트 (조별 리그전의 각 조 승자와 2위팀과 3위팀 중 상위 4개팀) | 16강 토너먼트 (조별 리그전의 각 조 승자와 2위팀과 3위팀 중 상위 4개팀) |                                          |
| 16회 | 1998년 | 프랑스                                                            | 32  | 8개조에 4개팀씩   | 16강 토너먼트 (조별 리그전의 각 조 승자와 2위팀)                       | 16강 토너먼트 (조별 리그전의 각 조 승자와 2위팀)                       |                                          |
| 17회 | 2002년 | 대한민국 일본                                                     | 32  | 8개조에 4개팀씩   | 16강 토너먼트 (조별 리그전의 각 조 승자와 2위팀)                       | 16강 토너먼트 (조별 리그전의 각 조 승자와 2위팀)                       |                                          |
| 18회 | 2006년 | 독일                                                              | 32  | 8개조에 4개팀씩   | 16강 토너먼트 (조별 리그전의 각 조 승자와 2위팀)                       | 16강 토너먼트 (조별 리그전의 각 조 승자와 2위팀)                       |                                          |
| 19회 | 2010년 | 남아프리카 공화국                                                 | 32  | 8개조에 4개팀씩   | 16강 토너먼트 (조별 리그전의 각 조 승자와 2위팀)                       | 16강 토너먼트 (조별 리그전의 각 조 승자와 2위팀)                       |                                          |
| 20회 | 2014년 | 브라질                                                            | 32  | 8개조에 4개팀씩   | 16강 토너먼트 (조별 리그전의 각 조 승자와 2위팀)                       | 16강 토너먼트 (조별 리그전의 각 조 승자와 2위팀)                       |                                          |
| 21회 | 2018년 | 러시아                                                            | 32  | 8개조에 4개팀씩   | 16강 토너먼트 (조별 리그전의 각 조 승자와 2위팀)                       | 16강 토너먼트 (조별 리그전의 각 조 승자와 2위팀)                       |                                          |
| 22회 | 2022년 | 카타르                                                            | 32  | 8개조에 4개팀씩   | 16강 토너먼트 (조별 리그전의 각 조 승자와 2위팀)                       | 16강 토너먼트 (조별 리그전의 각 조 승자와 2위팀)                       |                                          |
| 23회 | 2026년 | 캐나다 멕시코 미국                                                | 48  | 16개조에 3개팀씩  | 32강 토너먼트 (조별 리그전의 각 조 승자와 2위팀)                       | 32강 토너먼트 (조별 리그전의 각 조 승자와 2위팀)                       |                                          |

1 3, 4위 결정전 없이 치러졌다.
2 오스트리아가 예선을 통과한 뒤 독일에 합병되면서 15개 팀만이 대회에 참가했다.
3 스코틀랜드, 인도, 터키가 예선을 통과한 후에 기권하면서 13개 팀만이 대회에 참가했다. 결과적으로 우루과이는 단 4경기만으로 우승했다.
4 3, 4위 결정전은 2차 조별 리그전에서 각 조 2위를 한 팀들이 치렀다.

## 같이 보기
- FIFA 월드컵 개최국